# June Jordan
Pour les articles homonymes, voir Jordan.
June Millicent Jordan (9 juillet 1936 - 14 juin 2002) est une poétesse, essayiste, enseignante et militante bisexuelle afro-américaine d'origine jamaïcaine. Dans ses écrits, elle explore les questions de genre, de race, d'immigration et de représentation,.
June Jordan utilise l'anglais vernaculaire afro-américain (AAE ou Black English) dans ses écrits et sa poésie, prônant le fait de se l'approprier, de le considérer comme sa propre langue et comme un outil important pour exprimer la culture noire.
Elle a été admise en 2019 au National LGBTQ Wall of Honor (en) au sein du Stonewall National Monument.

## Biographie

### Jeunesse et études
Jordan est née en 1936 à Harlem, New York, seule enfant de parents immigrés jamaïcains, Granville Ivanhoe et Mildred Maud Jordan. Son père est un employé des postes de l'USPS et sa mère infirmière à temps partiel. Quand elle a cinq ans, sa famille déménage dans le quartier Bedford-Stuyvesant à Brooklyn. Elle commence à écrire de la poésie à l'âge de 7 ans.
Jordan raconte son enfance difficile dans Soldier: A Poet's Childhood, publié en 2000. Elle y explore sa relation compliquée avec son père, qui l'a encouragée à lire et à mémoriser des passages de textes classiques, mais qui la battait au moindre faux pas. Dans On Call: Political Essays (South End Press, 1985), elle parle du suicide de sa mère.
Après le lycée, June Jordan intègre la Northfield Mount Hermon School (en), une école préparatoire d'élite en Nouvelle-Angleterre. Tout au long de son éducation, Jordan a été « complètement immergée dans un univers blanc » en fréquentant des écoles à prédominance blanche ; mais elle a malgré tout réussi à développer son identité en tant qu'américaine noire et écrivaine. En 1953, elle obtient son diplôme d'études secondaires et s'inscrit au Barnard College de New York.
Dans son livre Civil Wars en 1981, elle écrit ce qu'elle pense de Barnard College : « Personne ne m'a jamais présenté un seul auteur, poète, historien, personnage ou même une idée noir. On ne m'a pas non plus donné une seule femme à étudier en tant que penseuse, écrivaine, poétesse ou force de vie. Rien de ce que j'ai appris ici n'a atténué mon sentiment de douleur ou de confusion et d'amertume par rapport à mes origines : ma rue, ma famille, mes amis. Rien ne m'a montré comment je pourrais essayer de modifier les réalités politiques et économiques qui sous-tendent notre condition noire en Amérique blanche. »  Elle préfère donc quitter l'université avant d'obtenir son diplôme. June Jordan émerge en tant que poétesse et militante politique lorsque des écrivaines noires commencent à se faire entendre, dans les années 1960 et 1970.

### Carrière
Le premier livre publié par June Jordan, Who Look at Me (1969), est un recueil de poèmes pour enfants. Elle en a écrit 27 autres au cours de sa vie. Deux autres ont été publiés à titre posthume: Directed By Desire: The Collected Poems of June Jordan (Copper Canyon Press, 2005) et une réédition du recueil de poésie SoulScript.
Jordan a commencé sa carrière d'enseignante en 1967 au City College de New York. Entre 1968 et 1978, elle a enseigné à l'Université de Yale, au Sarah Lawrence College et au Connecticut College. Elle est devenue directrice du Poetry Center de SUNY à Stony Brook et y a été professeure d'anglais de 1978 à 1989. De 1989 à 2002, elle a été professeure titulaire dans les départements d'anglais, d'études des femmes et des études afro-américaines de l'Université de Californie à Berkeley.
June Jordan s'est engagée à respecter l'anglais vernaculaire afro-américain (AAVE ou Black English) et son utilisation. Dans son article Nobody Mean More to Me Than You and the Future Life of Willie Jordan, elle critique la vitesse avec laquelle l'usage de l'AAVE a été regardé de haut. Elle dénonce « l'anglais blanc » comme forme standard du langage, affirmant que contrairement à d'autres pays, où les étudiants sont autorisés à apprendre dans leur langue tribale, « l'enseignement obligatoire en Amérique oblige à s'adapter aux formes exclusivement blanches de l'anglais ».

### Décès et héritage
June Jordan est morte d'un cancer du sein à son domicile de Berkeley, en Californie, le 14 juin 2002, à l'âge de 65 ans. Peu de temps avant sa mort, elle a terminé Some of Us Did Not Die, son septième recueil d'essais politiques. Il a été publié à titre posthume. Elle y décrit comment son mariage précoce avec un étudiant blanc au Barnard College l'a plongée dans les troubles raciaux de l'Amérique dans les années 1950 et l'a mise sur la voie de l'activisme social.
En 2004, la Small School for Equity à San Francisco a été renommée la June Jordan School for Equity (en). C'est une classe qui a choisi ce nom à travers un processus démocratique de recherche, de débat et de vote. Une salle de conférence a également pris son nom à l'Université de Californie.
En juin 2019, June Jordan est l'une des cinquante premiers « pionniers, pionniers et héros » américains à être intronisé au National LGBTQ Wall of Honor (en) LGBTQ Wall of Honor du Stonewall National Monument (SNM) dans le Stonewall Inn à New York,. Le SNM est le premier monument national américain dédié aux droits et à l'histoire des LGBT et devait être dévoilé lors du 50e anniversaire des émeutes de Stonewall.

## Accueil
L'autrice Toni Morrison a écrit : « Dans un journalisme politique qui coupe comme des rasoirs dans des essais qui soufflent l'obscurité de la confusion avec une lumière implacable ; dans la poésie qui regarde d'aussi près les bourgeons des lilas que la bouche de la mort... [Jordan] a réconforté, expliqué, décrit, lutté, enseigné et nous a fait rire avant de nous faire pleurer... Je parle d'une période de quarante ans d'activisme infatigable couplé à et alimenté par un art sans faille. »

## Vie privée
Au Barnard College, June Jordan rencontre Michael Meyer, étudiant à l'Université Columbia qu'elle épouse en 1955. En 1958, elle donne naissance à leur fils, Christopher David Meyer et l'élève seule après leur divorce en 1965. Elle s'identifie comme bisexuelle dans ses écrits.

## Honneurs et récompenses
June Jordan a reçu de nombreux honneurs et récompenses, dont une bourse Rockefeller d'écriture créative en 1969-1970, une bourse Yaddo en 1979, une bourse National Endowment for the Arts en 1982 et le Achievement Award for International Reporting de la National Association of Black Journalists en 1984. Elle a également remporté le Lila Acheson Wallace Reader's Digest Writers Award de 1995 à 1998, ainsi que le Ground Breakers-Dream Makers Award de Woman's Foundation en 1994.
En 2005, Directed by Desire: Collected Poems, une collection posthume de son travail, a dû concourir (et a gagné) dans la catégorie « Poésie lesbienne » aux Lambda Literary Awards, même si June Jordan s'identifiait comme bisexuelle. Cependant, au terme d'une campagne menée par BiNet USA pendant plusieurs années, le prix littéraire a fini par se doter d'une catégorie bisexuelle, à partir de 2006.